# لیبناو (نیدرزاکسن)
لیبناو (به آلمانی: Liebenau) یک منطقهٔ مسکونی در آلمان است که در Nienburg واقع شده‌است. لیبناو ۳٬۸۶۷ نفر جمعیت دارد.